# 哈約韋 (伏林州)
參數所指定的目標頁面不存在，建議更正成存在頁面或直接建立下列一個頁面（建立前請先搜尋是否有合適的存在頁面可以取代）：
- 哈約韋

50°54′21″N 25°33′20″E / 50.90583°N 25.55556°E
哈約韋（烏克蘭語：Гайове）是烏克蘭西部沃倫州盧茨克區的村莊，面積2.37平方公里，海拔高度201米，2001年人口486，人口密度每平方公里204.89人。